# Xela Arias
Xela Arias Castaño (Lugo 1962 - Vigo 2003) foi uma poetisa e tradutora galega. 
Traduziu para o galego obras de Jorge Amado, Camilo Castelo Branco, James Joyce, James Fenimore Cooper e Wenceslao Fernández Flórez.

## Obra
- Denuncia do equilibrio, 1986
- Tigres coma cabalos, 1990
- Darío a diario, 1996
- Intempériome, 2003